# Parectromoides
Parectromoides är ett släkte av steklar. Parectromoides ingår i familjen sköldlussteklar.
Kladogram enligt Catalogue of Life:
| Parectromoides | \| \| Parectromoides magniscutellum \| \| \| \| \| \| Parectromoides varipes \| \| \| \| |
|                | \| \| Parectromoides magniscutellum \| \| \| \| \| \| Parectromoides varipes \| \| \| \| |
|                | Parectromoides magniscutellum                                                            |
|                |                                                                                          |
|                | Parectromoides varipes                                                                   |
|                |                                                                                          |